# Liste der Bodendenkmale in Königstein (Sächsische Schweiz)
In der Liste der Bodendenkmale in Königstein (Sächsische Schweiz) sind die Bodendenkmale der Gemeinde Königstein (Sächsische Schweiz) und ihrer Ortsteile nach dem Stand der Auflistung von Harald Quietzsch und Heinz Jacob aus dem Jahr 1982 aufgelistet. Eventuelle Änderungen und Ergänzungen, insbesondere aus der Zeit nach der Wende, sind nicht berücksichtigt, da für Sachsen aktuell keine neueren allgemein zugänglichen Bodendenkmallisten vorliegen. Die Baudenkmale sind in der Liste der Kulturdenkmale in Königstein (Sächsische Schweiz) aufgeführt.
| Denkmal-ID | Fundart            | Ortsteil    | Bezeichnung | Zeitstellung    | Lage                                                     | Bemerkungen | Bild |
| ---------- | ------------------ | ----------- | ----------- | --------------- | -------------------------------------------------------- | --- | ---- |
| ?          | besonderer Stein   | Königstein  | Steinkreuz  | Spätmittelalter | im Ort, an der südöstlichen Choraußenmauer an der Kirche | Dolch eingehauen, Schutz seit 21. Juni 1972                                                                                         |      |
| ?          | Befestigung > Wall | Pfaffendorf | Wallanlage  | Bronzezeit      | südlich des Orts, Westfuß des Pfaffensteins              | Befestigung des Zugangs zum Hochplateau des Pfaffensteins durch Wallsperre, Schutz seit 28. Januar 1935, erneuert 21. Dezember 1959 |      |
| ?          | besonderer Stein   | Pfaffendorf | Steinkreuz  | Spätmittelalter | im Ort, nordöstlich der Dorfstraße und des Bachs         | Schutz seit 10. Mai 1972 |      |